# لمبیت کوتس
لمبیت کوتس (استونیایی: Lembit Küüts؛ زادهٔ ۱۸ اکتبر ۱۹۴۶) هنرمند، سیاستمدار و نماینده سابق مجلس اهل استونی است.